# Coppa Barovier

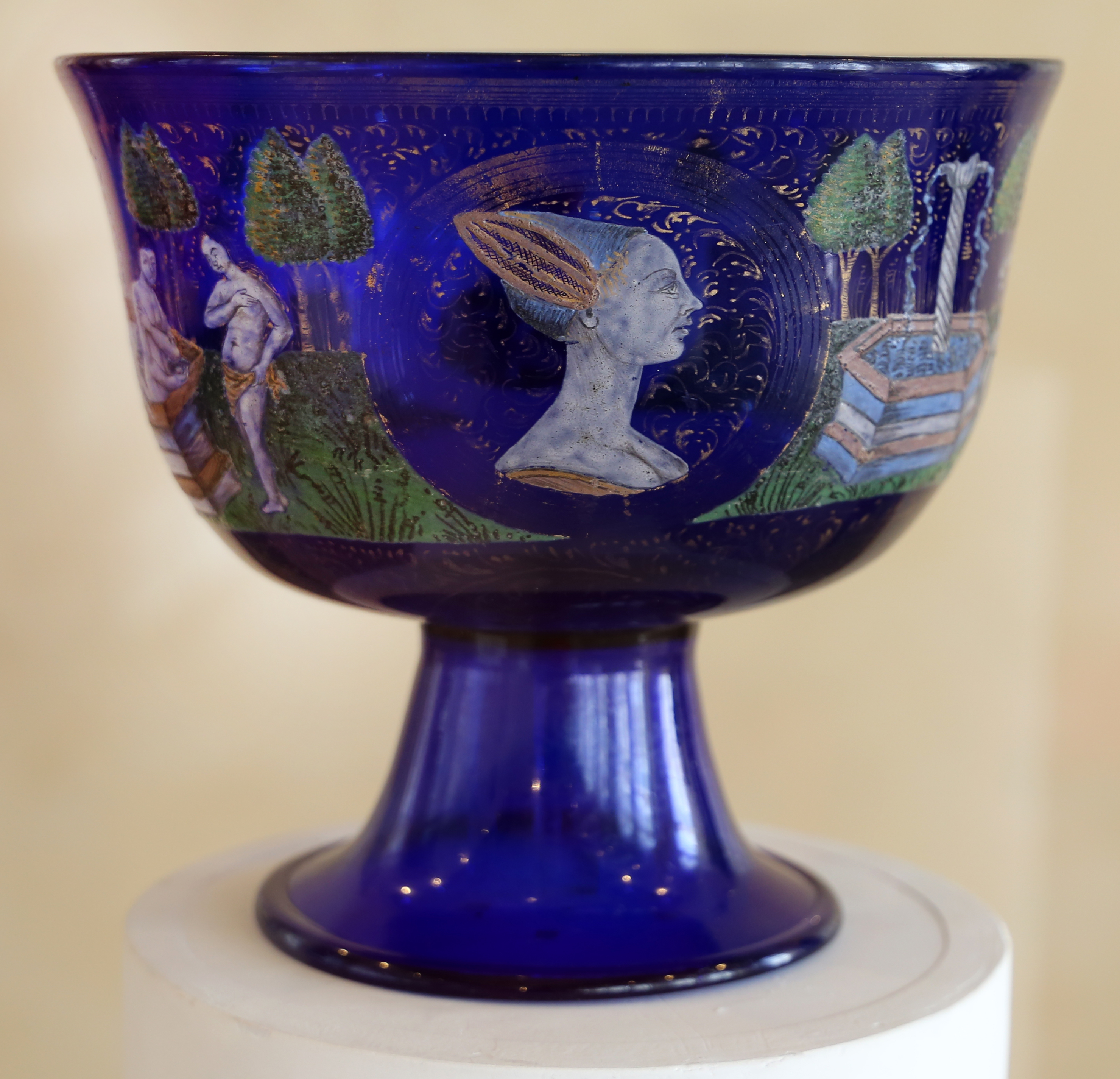
La coupe nuptiale d'Angelo Barovier.

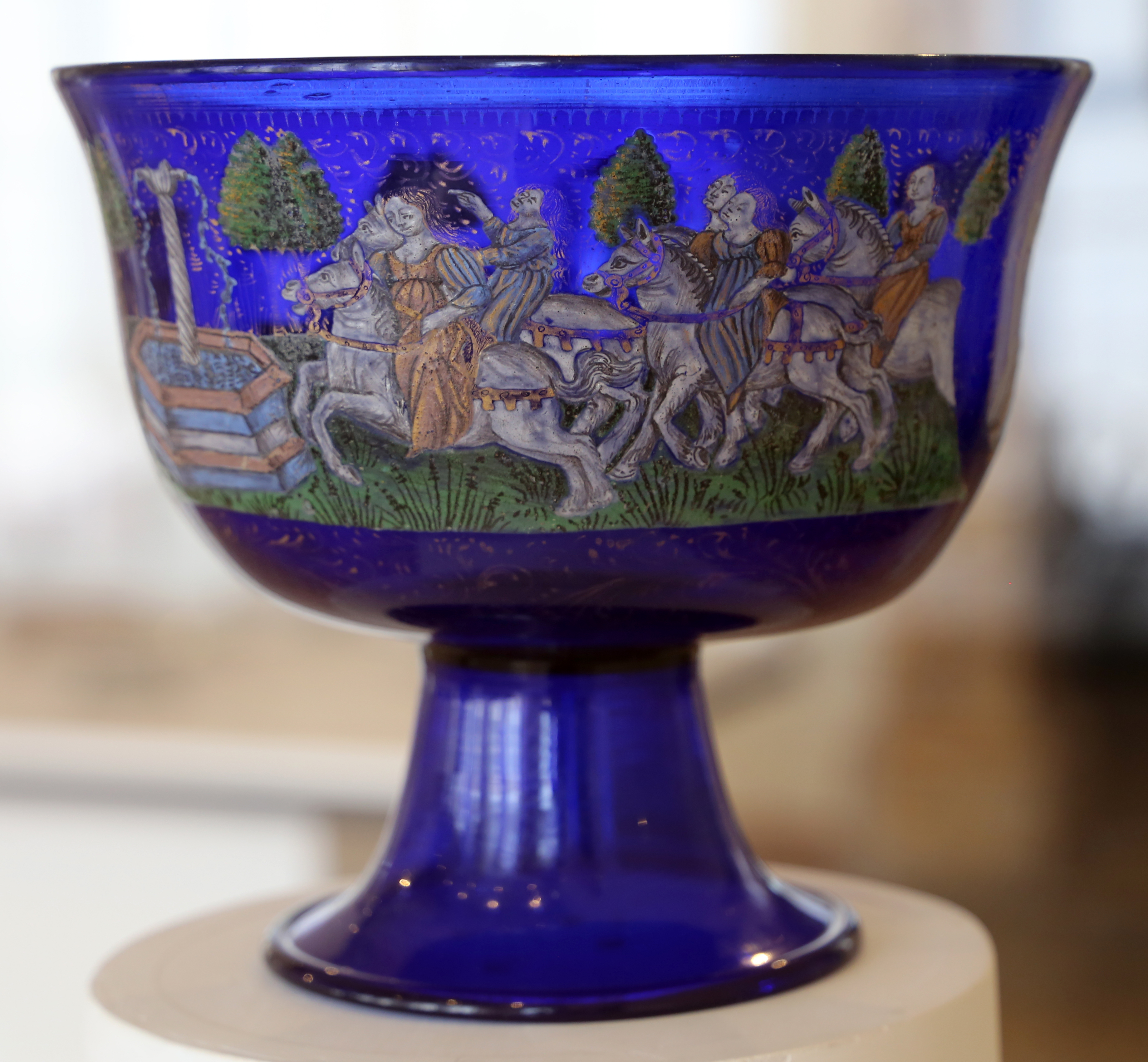
Coppa Barovier

La coupe nuptiale de Barovier (en italien, Coppa Barovier) est une coupe en verre bleu, à émaux polychromes, datant de la Renaissance artistique.

## Histoire
La coupe est l'œuvre d'Angelo Barovier et l'un des exemples les plus anciens de verres émaillés que l'on connaisse de l'époque de la Renaissance.
Si les décors sont d'Angelo Barovier, on sait également que ce n'est pas lui qui a peint la coupe, mais les verriers de l'île de Murano à qui on faisait appel pour ce travail particulier.
La coupe nuptiale se trouve aujourd'hui au musée du verre de Murano, et en est sa pièce maîtresse.

## Description
Cette coupe de mariage, qui daterait de 1470, présente les grands thèmes de l'époque concernant le mariage et ses vertus : « Amour, pudeur, éternité ».
On y trouve représenté en buste chacun des mariés et deux scènes de l'iconographie médiévale : La Course à cheval des jeunes filles vers la fontaine d'amour et La Scène du bain dans la fontaine de Jouvence, symbole de l'immortalité.